# Nobel-díjasok listája
Az alábbiakban a Nobel-díjak valamelyikével, illetve a Nobel-emlékdíjjal jutalmazott személyek listája szerepel.

## Fizikai Nobel-díj
| Év   | Nobel-díjasok                                                        |
| ---- | -------------------------------------------------------------------- |
| 2024 | John Hopfield, Geoffrey Hinton                                       |
| 2023 | Pierre Agostini, Krausz Ferenc, Anne L’Huillier                      |
| 2022 | Alain Aspect, John F. Clauser, Anton Zeilinger                       |
| 2021 | Syukuro Manabe, Klaus Hasselmann, Giorgio Parisi                     |
| 2020 | Roger Penrose, Reinhard Genzel, Andrea M. Ghez                       |
| 2019 | James Peebles, Michel Mayor, Didier Queloz                           |
| 2018 | Arthur Ashkin, Gérard Mourou, Donna Strickland                       |
| 2017 | Rainer Weiss, Kip Thorne, Barry Barish                               |
| 2016 | David J. Thouless, Duncan Haldane, J. Michael Kosterlitz             |
| 2015 | Kadzsita Takaaki, Arthur B. McDonald                                 |
| 2014 | Akaszaki Iszamu, Amano Hirosi, Nakamura Súdzsi                       |
| 2013 | François Englert, Peter Higgs                                        |
| 2012 | Serge Haroche, David J. Wineland                                     |
| 2011 | Saul Perlmutter, Brian P. Schmidt, Adam Riess                        |
| 2010 | Andre Geim, Konsztantyin Novoszjolov                                 |
| 2009 | Charles Kuen Kao, Willard Boyle, George E. Smith                     |
| 2008 | Nambu Joicsiro, Kobajasi Makoto, Maszkava Tosihide                   |
| 2007 | Albert Fert, Peter Grünberg                                          |
| 2006 | John C. Mather, George Smoot                                         |
| 2005 | Roy Glauber, John Hall, Theodor Hänsch                               |
| 2004 | David Gross, David Politzer, Frank Wilczek                           |
| 2003 | Alekszej Abrikoszov, Vitalij Ginzburg, Anthony Leggett               |
| 2002 | Raymond Davis Jr., Kosiba Maszatosi, Riccardo Giacconi               |
| 2001 | Eric Allin Cornell, Wolfgang Ketterle, Carl Wieman                   |
| 2000 | Zsoresz Alfjorov, Herbert Kroemer, Jack Kilby                        |
| 1999 | Gerardus ’t Hooft, Martinus Veltman                                  |
| 1998 | Robert Laughlin, Horst Störmer, Daniel Tsui                          |
| 1997 | Steven Chu, Claude Cohen-Tannoudji, William Phillips                 |
| 1996 | David Morris Lee, Douglas Osheroff, Robert Richardson                |
| 1995 | Martin Lewis Perl, Frederick Reines                                  |
| 1994 | Bertram Brockhouse, Clifford Shull                                   |
| 1993 | Russell Hulse, Joseph Hooton Taylor Jr.                              |
| 1992 | Georges Charpak                                                      |
| 1991 | Pierre-Gilles de Gennes                                              |
| 1990 | Jerome I. Friedman, Henry W. Kendall, Richard E. Taylor              |
| 1989 | Norman F. Ramsey, Hans Georg Dehmelt, Wolfgang Paul                  |
| 1988 | Leon Max Lederman , Melvin Schwartz, Jack Steinberger                |
| 1987 | Johannes Georg Bednorz, K. Alex Müller                               |
| 1986 | Ernst Ruska, Gerd Binnig, Heinrich Rohrer                            |
| 1985 | Klaus von Klitzing                                                   |
| 1984 | Carlo Rubbia, Simon van der Meer                                     |
| 1983 | Subrahmanyan Chandrasekhar, William Alfred Fowler                    |
| 1982 | Kenneth G. Wilson                                                    |
| 1981 | Nicolaas Bloembergen, Arthur L. Schawlow, Kai Siegbahn               |
| 1980 | James Cronin, Val Fitch                                              |
| 1979 | Sheldon Lee Glashow, Abdus Salam, Steven Weinberg                    |
| 1978 | Pjotr Leonyidovics Kapica, Arno Allan Penzias, Robert Woodrow Wilson |
| 1977 | Philip Warren Anderson, Nevill Francis Mott, John H. van Vleck       |
| 1976 | Burton Richter, Samuel C. C. Ting                                    |
| 1975 | Aage Niels Bohr, Ben Roy Mottelson, James Rainwater                  |
| 1974 | Martin Ryle, Antony Hewish                                           |
| 1973 | Leo Esaki, Ivar Giaever, Brian D. Josephson                          |
| 1972 | John Bardeen, Leon Neil Cooper, Robert Schrieffer                    |
| 1971 | Gábor Dénes                                                          |
| 1970 | Hannes Alfvén, Louis Néel                                            |
| 1969 | Murray Gell-Mann                                                     |
| 1968 | Luis Walter Alvarez                                                  |
| 1967 | Hans Bethe                                                           |
| 1966 | Alfred Kastler                                                       |
| 1965 | Sin-Itiro Tomonaga, Julian Schwinger, Richard Feynman                |
| 1964 | Charles H. Townes, Nyikolaj Baszov, Alekszandr Prohorov              |
| 1963 | Wigner Jenő, Maria Goeppert-Mayer, Johannes Hans Daniel Jensen       |
| 1962 | Lev Davidovics Landau                                                |
| 1961 | Robert Hofstadter, Rudolf Mössbauer                                  |
| 1960 | Donald A. Glaser                                                     |
| 1959 | Emilio Segrè, Owen Chamberlain                                       |
| 1958 | Pavel Cserenkov, Ilja Frank, Igor Tamm                               |
| 1957 | Jang Csen-ning, Li Cseng-tao                                         |
| 1956 | William B. Shockley, John Bardeen, Walter Brattain                   |
| 1955 | Willis E. Lamb, Polykarp Kusch                                       |
| 1954 | Max Born, Walther Bothe                                              |
| 1953 | Frits Zernike                                                        |
| 1952 | Felix Bloch, Edward Mills Purcell                                    |
| 1951 | John Cockcroft, Ernest T. S. Walton                                  |
| 1950 | Cecil Powell                                                         |
| 1949 | Jukava Hideki                                                        |
| 1948 | Patrick M. S. Blackett                                               |
| 1947 | Edward V. Appleton                                                   |
| 1946 | Percy Williams Bridgman                                              |
| 1945 | Wolfgang Pauli                                                       |
| 1944 | Isidor Isaac Rabi                                                    |
| 1943 | Otto Stern                                                           |
| 1942 | Nem osztották ki a díjat                                             |
| 1941 | Nem osztották ki a díjat                                             |
| 1940 | Nem osztották ki a díjat                                             |
| 1939 | Ernest Lawrence                                                      |
| 1938 | Enrico Fermi                                                         |
| 1937 | Clinton Davisson, George Paget Thomson                               |
| 1936 | Victor Franz Hess, Carl David Anderson                               |
| 1935 | James Chadwick                                                       |
| 1934 | Nem osztották ki a díjat                                             |
| 1933 | Erwin Schrödinger, Paul Dirac                                        |
| 1932 | Werner Heisenberg                                                    |
| 1931 | Nem osztották ki a díjat                                             |
| 1930 | Venkata Raman                                                        |
| 1929 | Louis de Broglie                                                     |
| 1928 | Owen Willans Richardson                                              |
| 1927 | Arthur Compton, Charles Thomson Rees Wilson                          |
| 1926 | Jean Baptiste Perrin                                                 |
| 1925 | James Franck, Gustav Hertz                                           |
| 1924 | Manne Siegbahn                                                       |
| 1923 | Robert Millikan                                                      |
| 1922 | Niels Bohr                                                           |
| 1921 | Albert Einstein                                                      |
| 1920 | Charles Edouard Guillaume                                            |
| 1919 | Johannes Stark                                                       |
| 1918 | Max Planck                                                           |
| 1917 | Charles Glover Barkla                                                |
| 1916 | Nem osztották ki a díjat                                             |
| 1915 | William Lawrence Bragg                                               |
| 1914 | Max von Laue                                                         |
| 1913 | Heike Kamerlingh Onnes                                               |
| 1912 | Gustaf Dalén                                                         |
| 1911 | Wilhelm Wien                                                         |
| 1910 | Johannes Diderik van der Waals                                       |
| 1909 | Guglielmo Marconi, Karl Ferdinand Braun                              |
| 1908 | Gabriel Lippmann                                                     |
| 1907 | Albert A. Michelson                                                  |
| 1906 | Joseph John Thomson                                                  |
| 1905 | Lénárd Fülöp                                                         |
| 1904 | Lord Rayleigh                                                        |
| 1903 | Henri Becquerel, Pierre Curie, Marie Curie                           |
| 1902 | Hendrik Lorentz, Pieter Zeeman                                       |
| 1901 | Wilhelm Conrad Röntgen                                               |

## Kémiai Nobel-díj
| Év   | Nobel-díjasok                                                 |
| ---- | ------------------------------------------------------------- |
| 2024 | David Baker, Demis Hassabis, John Jumper                      |
| 2023 | Moungi Bawendi, Alekszej Ivanovics Jekimov, Louis E. Brus     |
| 2022 | Carolyn R. Bertozzi, Morten P. Meldal, Karl Barry Sharpless   |
| 2021 | Benjamin List, David MacMillan                                |
| 2020 | Emmanuelle Charpentier, Jennifer A. Doudna                    |
| 2019 | John Goodenough, Stanley Whittingham, Josino Akira            |
| 2018 | Frances Arnold, George Smith, Gregory Winter                  |
| 2017 | Jacques Dubochet, Joachim Frank és Richard Henderson          |
| 2016 | Jean-Pierre Sauvage, J. Fraser Stoddart és Bernard L. Feringa |
| 2015 | Tomas Lindahl, Paul Modrich és Aziz Sancar                    |
| 2014 | Eric Betzig, Stefan Hell és William Moerner                   |
| 2013 | Martin Karplus, Michael Levitt, Arieh Warshel                 |
| 2012 | Robert Lefkowitz, Brian Kobilka                               |
| 2011 | Daniel Shechtman                                              |
| 2010 | Richard F. Heck, Negisi Ei-icsi, Szuzuki Akira                |
| 2009 | Venkatráman Rámakrisnan, Thomas A. Steitz, Ada Jonat          |
| 2008 | Simomura Oszamu, Martin Chalfie, Roger Y. Tsien               |
| 2007 | Gerhard Ertl                                                  |
| 2006 | Roger Kornberg                                                |
| 2005 | Robert Grubbs, Richard Schrock, Yves Chauvin                  |
| 2004 | Aaron Ciechanover, Avram Hersko, Irwin Rose                   |
| 2003 | Peter Agre, Roderick MacKinnon                                |
| 2002 | John Fenn, Koichi Tanaka, Kurt Wüthrich                       |
| 2001 | William S. Knowles, Nojori Rjódzsi, K. Barry Sharpless        |
| 2000 | Alan Heeger, Alan G. MacDiarmid, Hideki Shirakawa             |
| 1999 | Ahmed Zewail                                                  |
| 1998 | Walter Kohn, John Pople                                       |
| 1997 | Paul D. Boyer, John E. Walker, Jens C. Skou                   |
| 1996 | Robert F. Curl Jr., Harold Kroto, Richard E. Smalley          |
| 1995 | Paul J. Crutzen, Mario J. Molina, F. Sherwood Rowland         |
| 1994 | Oláh György                                                   |
| 1993 | Kary Banks Mullis, Michael Smith                              |
| 1992 | Rudolph A. Marcus                                             |
| 1991 | Richard R. Ernst                                              |
| 1990 | Elias James Corey                                             |
| 1989 | Sidney Altman, Thomas Cech                                    |
| 1988 | Johann Deisenhofer, Robert Huber, Hartmut Michel              |
| 1987 | Donald Cram, Jean-Marie Lehn, Charles Pedersen                |
| 1986 | Dudley Herschbach, Li Jüan-csö, John Charles Polanyi          |
| 1985 | Herbert Hauptman, Jerome Karle                                |
| 1984 | Robert Bruce Merrifield                                       |
| 1983 | Henry Taube                                                   |
| 1982 | Aaron Klug                                                    |
| 1981 | Fukui Kenicsi, Roald Hoffmann                                 |
| 1980 | Paul Berg, Walter Gilbert, Frederick Sanger                   |
| 1979 | Herbert Charles Brown, Georg Wittig                           |
| 1978 | Peter D. Mitchell                                             |
| 1977 | Ilya Prigogine                                                |
| 1976 | William Lipscomb                                              |
| 1975 | John Cornforth, Vladimir Prelog                               |
| 1974 | Paul Flory                                                    |
| 1973 | Ernst Otto Fischer, Geoffrey Wilkinson                        |
| 1972 | Christian Anfinsen, Stanford Moore, William H. Stein          |
| 1971 | Gerhard Herzberg                                              |
| 1970 | Luis Leloir                                                   |
| 1969 | Derek Barton, Odd Hassel                                      |
| 1968 | Lars Onsager                                                  |
| 1967 | Manfred Eigen, Ronald Norrish, George Porter                  |
| 1966 | Robert Mulliken                                               |
| 1965 | Robert Burns Woodward                                         |
| 1964 | Dorothy Hodgkin                                               |
| 1963 | Karl Ziegler, Giulio Natta                                    |
| 1962 | Max Perutz, John Kendrew                                      |
| 1961 | Melvin Calvin                                                 |
| 1960 | Willard F. Libby                                              |
| 1959 | Jaroslav Heyrovský                                            |
| 1958 | Frederick Sanger                                              |
| 1957 | Alexander R. Todd                                             |
| 1956 | Sir Cyril Hinshelwood, Nyikolaj Nyikolajevics Szemjonov       |
| 1955 | Vincent du Vigneaud                                           |
| 1954 | Linus Pauling                                                 |
| 1953 | Hermann Staudinger                                            |
| 1952 | Archer Martin, Richard Synge                                  |
| 1951 | Edwin M. McMillan, Glenn T. Seaborg                           |
| 1950 | Otto Diels, Kurt Alder                                        |
| 1949 | William Giauque                                               |
| 1948 | Arne Wilhelm Kaurin Tiselius                                  |
| 1947 | Robert Robinson                                               |
| 1946 | James B. Sumner, John Northrop, Wendell M. Stanley            |
| 1945 | Artturi Virtanen                                              |
| 1944 | Otto Hahn                                                     |
| 1943 | George de Hevesy                                              |
| 1942 | Nem osztották ki a díjat                                      |
| 1941 | Nem osztották ki a díjat                                      |
| 1940 | Nem osztották ki a díjat                                      |
| 1939 | Adolf Butenandt, Leopold Ružička                              |
| 1938 | Richard Kuhn                                                  |
| 1937 | Norman Haworth, Paul Karrer                                   |
| 1936 | Peter Debye                                                   |
| 1935 | Frédéric Joliot-Curie, Irène Joliot-Curie                     |
| 1934 | Harold C. Urey                                                |
| 1933 | Nem osztották ki a díjat                                      |
| 1932 | Irving Langmuir                                               |
| 1931 | Carl Bosch, Friedrich Bergius                                 |
| 1930 | Hans Fischer                                                  |
| 1929 | Arthur Harden, Hans von Euler-Chelpin                         |
| 1928 | Adolf Windaus                                                 |
| 1927 | Heinrich Otto Wieland                                         |
| 1926 | Theodor Svedberg                                              |
| 1925 | Zsigmondy Richárd                                             |
| 1924 | Nem osztották ki a díjat                                      |
| 1923 | Fritz Pregl                                                   |
| 1922 | Francis William Aston                                         |
| 1921 | Frederick Soddy                                               |
| 1920 | Walther Hermann Nernst                                        |
| 1919 | Nem osztották ki a díjat                                      |
| 1918 | Fritz Haber                                                   |
| 1917 | Nem osztották ki a díjat                                      |
| 1916 | Nem osztották ki a díjat                                      |
| 1915 | Richard Willstätter                                           |
| 1914 | Theodore W. Richards                                          |
| 1913 | Alfred Werner                                                 |
| 1912 | Victor Grignard, Paul Sabatier                                |
| 1911 | Marie Curie                                                   |
| 1910 | Otto Wallach                                                  |
| 1909 | Wilhelm Ostwald                                               |
| 1908 | Ernest Rutherford                                             |
| 1907 | Eduard Buchner                                                |
| 1906 | Henri Moissan                                                 |
| 1905 | Adolf von Baeyer                                              |
| 1904 | Sir William Ramsay                                            |
| 1903 | Svante Arrhenius                                              |
| 1902 | Hermann Emil Fischer                                          |
| 1901 | Jacobus Henricus van ’t Hoff                                  |

## Fiziológiai és orvostudományi Nobel-díj
| Év   | Nobel-díjasok                                                         |
| ---- | --------------------------------------------------------------------- |
| 2024 | Viktor Ambros, Gary Ruvkun                                            |
| 2023 | Karikó Katalin, Drew Weissman                                         |
| 2022 | Svante Pääbo                                                          |
| 2021 | David Julius, Ardem Patapoutian                                       |
| 2020 | Harvey J. Alter, Michael Houghton, Charles M. Rice                    |
| 2019 | William Kaelin, Peter Ratcliffe, Gregg Semenza                        |
| 2018 | James P. Allison, Tasuku Honjo                                        |
| 2017 | Jeffrey C. Hall, Michael Rosbash, Michael W. Young                    |
| 2016 | Ószumi Josinori                                                       |
| 2015 | William C. Campbell, Ómura Szatosi, Juju Tu                           |
| 2014 | John O’Keefe, May-Britt Moser, Edvard Moser                           |
| 2013 | James Rothman, Randy Schekman, Thomas Südhof                          |
| 2012 | Sir John B. Gurdon, Jamanaka Sinja                                    |
| 2011 | Bruce Beutler, Jules Hoffmann, Ralph Steinman                         |
| 2010 | Robert Geoffrey Edwards                                               |
| 2009 | Elizabeth Blackburn, Carol W. Greider, Jack W. Szostak                |
| 2008 | Harald zur Hausen, Françoise Barré-Sinoussi, Luc Montagnier           |
| 2007 | Mario Capecchi, Martin Evans, Oliver Smithies                         |
| 2006 | Andrew Fire, Craig Mello                                              |
| 2005 | Barry Marshall, Robin Warren                                          |
| 2004 | Richard Axel, Linda Buck                                              |
| 2003 | Paul Lauterbur, Peter Mansfield                                       |
| 2002 | Sydney Brenner, H. Robert Horvitz, John E. Sulston                    |
| 2001 | Leland H. Hartwell, Tim Hunt, Paul Nurse                              |
| 2000 | Arvid Carlsson, Paul Greengard, Eric Kandel                           |
| 1999 | Günter Blobel                                                         |
| 1998 | Robert F. Furchgott, Louis J. Ignarro, Ferid Murad                    |
| 1997 | Stanley B. Prusiner                                                   |
| 1996 | Peter C. Doherty, Rolf M. Zinkernagel                                 |
| 1995 | Edward B. Lewis, Christiane Nüsslein-Volhard, Eric F. Wieschaus       |
| 1994 | Alfred G. Gilman, Martin Rodbell                                      |
| 1993 | Richard J. Roberts, Phillip Allen Sharp                               |
| 1992 | Edmond H. Fischer, Edwin G. Krebs                                     |
| 1991 | Erwin Neher, Bert Sakmann                                             |
| 1990 | Joseph Edward Murray, Edward Donnall Thomas                           |
| 1989 | John Michael Bishop, Harold E. Varmus                                 |
| 1988 | James W. Black, Gertrude B. Elion, George H. Hitchings                |
| 1987 | Tonegava Szuszumu                                                     |
| 1986 | Stanley Cohen, Rita Levi-Montalcini                                   |
| 1985 | Michael Stuart Brown, Joseph L. Goldstein                             |
| 1984 | Niels Kaj Jerne, Georges J. F. Köhler, César Milstein                 |
| 1983 | Barbara McClintock                                                    |
| 1982 | Sune Bergström, Bengt Samuelsson, John Robert Vane                    |
| 1981 | Roger W. Sperry, David Hunter Hubel, Torsten Wiesel                   |
| 1980 | Baruj Benacerraf, Jean Dausset, George D. Snell                       |
| 1979 | Allan McLeod Cormack, Godfrey Hounsfield                              |
| 1978 | Werner Arber, Daniel Nathans, Hamilton O. Smith                       |
| 1977 | Roger Guillemin, Andrew Schally, Rosalyn Sussman Yalow                |
| 1976 | Baruch Samuel Blumberg, Daniel Carleton Gajdusek                      |
| 1975 | David Baltimore, Renato Dulbecco, Howard Martin Temin                 |
| 1974 | Albert Claude, Christian de Duve, George Emil Palade                  |
| 1973 | Karl von Frisch, Konrad Lorenz, Nikolaas Tinbergen                    |
| 1972 | Gerald M. Edelman, Rodney Robert Porter                               |
| 1971 | Earl W. Sutherland, Jr.                                               |
| 1970 | Sir Bernard Katz, Ulf von Euler, Julius Axelrod                       |
| 1969 | Max Delbrück, Alfred Hershey, Salvador Luria                          |
| 1968 | Robert W. Holley, Har Gobind Khorana, Marshall Warren Nirenberg       |
| 1967 | Ragnar Granit, Haldan Keffer Hartline, George Wald                    |
| 1966 | Francis Peyton Rous, Charles Brenton Huggins                          |
| 1965 | François Jacob, André Michel Lwoff, Jacques Monod                     |
| 1964 | Konrad Emil Bloch, Feodor Lynen                                       |
| 1963 | Sir John Carew Eccles, Alan Lloyd Hodgkin, Andrew Huxley              |
| 1962 | Francis Crick, James D. Watson, Maurice Wilkins                       |
| 1961 | Georg von Békésy                                                      |
| 1960 | Sir Frank Macfarlane Burnet, Peter Medawar                            |
| 1959 | Severo Ochoa, Arthur Kornberg                                         |
| 1958 | George Wells Beadle, Edward Lawrie Tatum, Joshua Lederberg            |
| 1957 | Daniel Bovet                                                          |
| 1956 | André Frédéric Cournand, Werner Forßmann, Dickinson W. Richards       |
| 1955 | Hugo Theorell                                                         |
| 1954 | John Franklin Enders, Thomas Huckle Weller, Frederick Chapman Robbins |
| 1953 | Hans Krebs, Fritz Albert Lipmann                                      |
| 1952 | Selman Waksman                                                        |
| 1951 | Max Theiler                                                           |
| 1950 | Edward Calvin Kendall, Tadeus Reichstein, Philip Showalter Hench      |
| 1949 | Walter Rudolf Hess, António Egas Moniz                                |
| 1948 | Paul Müller                                                           |
| 1947 | Carl Ferdinand Cori, Gerty Cori, Bernardo Houssay                     |
| 1946 | Hermann Joseph Muller                                                 |
| 1945 | Sir Alexander Fleming, Ernst Boris Chain, Sir Howard Florey           |
| 1944 | Joseph Erlanger, Herbert Spencer Gasser                               |
| 1943 | Henrik Dam, Edward Adelbert Doisy                                     |
| 1942 | Nem osztották ki a díjat                                              |
| 1941 | Nem osztották ki a díjat                                              |
| 1940 | Nem osztották ki a díjat                                              |
| 1939 | Gerhard Domagk                                                        |
| 1938 | Corneille Heymans                                                     |
| 1937 | Szent-Györgyi Albert                                                  |
| 1936 | Sir Henry Hallett Dale, Otto Loewi                                    |
| 1935 | Hans Spemann                                                          |
| 1934 | George Whipple, George Minot, William Parry Murphy                    |
| 1933 | Thomas Hunt Morgan                                                    |
| 1932 | Sir Charles Scott Sherrington, Edgar Douglas Adrian                   |
| 1931 | Otto Heinrich Warburg                                                 |
| 1930 | Karl Landsteiner                                                      |
| 1929 | Christiaan Eijkman, Sir Frederick Gowland Hopkins                     |
| 1928 | Charles Nicolle                                                       |
| 1927 | Julius Wagner-Jauregg                                                 |
| 1926 | Johannes Fibiger                                                      |
| 1925 | Nem osztották ki a díjat                                              |
| 1924 | Willem Einthoven                                                      |
| 1923 | Frederick Banting, John James Rickard Macleod                         |
| 1922 | Archibald Hill, Otto Fritz Meyerhof                                   |
| 1921 | Nem osztották ki a díjat                                              |
| 1920 | August Krogh                                                          |
| 1919 | Jules Bordet                                                          |
| 1918 | Nem osztották ki a díjat                                              |
| 1917 | Nem osztották ki a díjat                                              |
| 1916 | Nem osztották ki a díjat                                              |
| 1915 | Nem osztották ki a díjat                                              |
| 1914 | Bárány Róbert                                                         |
| 1913 | Charles Richet                                                        |
| 1912 | Alexis Carrel                                                         |
| 1911 | Allvar Gullstrand                                                     |
| 1910 | Albrecht Kossel                                                       |
| 1909 | Emil Theodor Kocher                                                   |
| 1908 | Ilja Mecsnyikov, Paul Ehrlich                                         |
| 1907 | Alphonse Laveran                                                      |
| 1906 | Camillo Golgi, Santiago Ramón y Cajal                                 |
| 1905 | Robert Koch                                                           |
| 1904 | Ivan Pavlov                                                           |
| 1903 | Niels Ryberg Finsen                                                   |
| 1902 | Ronald Ross                                                           |
| 1901 | Emil von Behring                                                      |

## Irodalmi Nobel-díj
| Év   | Nobel-díjasok                          |
| ---- | -------------------------------------- |
| 2024 | Han Kang                               |
| 2023 | Jon Fosse                              |
| 2022 | Annie Ernaux                           |
| 2021 | Abdulrazak Gurnah                      |
| 2020 | Louise Glück                           |
| 2019 | Peter Handke                           |
| 2018 | Olga Tokarczuk (2019-ben osztották ki) |
| 2017 | Kazuo Ishiguro                         |
| 2016 | Bob Dylan                              |
| 2015 | Szvetlana Alekszijevics                |
| 2014 | Patrick Modiano                        |
| 2013 | Alice Munro                            |
| 2012 | Mo Jen                                 |
| 2011 | Tomas Tranströmer                      |
| 2010 | Mario Vargas Llosa                     |
| 2009 | Herta Müller                           |
| 2008 | Jean-Marie Gustave Le Clézio           |
| 2007 | Doris Lessing                          |
| 2006 | Orhan Pamuk                            |
| 2005 | Harold Pinter                          |
| 2004 | Elfriede Jelinek                       |
| 2003 | John Maxwell Coetzee                   |
| 2002 | Kertész Imre                           |
| 2001 | Vidiadhar Surajprasad Naipaul          |
| 2000 | Kao Hszing-csien                       |
| 1999 | Günter Grass                           |
| 1998 | José Saramago                          |
| 1997 | Dario Fo                               |
| 1996 | Wisława Szymborska                     |
| 1995 | Seamus Heaney                          |
| 1994 | Óe Kenzaburó                           |
| 1993 | Toni Morrison                          |
| 1992 | Derek Walcott                          |
| 1991 | Nadine Gordimer                        |
| 1990 | Octavio Paz                            |
| 1989 | Camilo José Cela                       |
| 1988 | Nagíb Mahfúz                           |
| 1987 | Joseph Brodsky                         |
| 1986 | Wole Soyinka                           |
| 1985 | Claude Simon                           |
| 1984 | Jaroslav Seifert                       |
| 1983 | William Golding                        |
| 1982 | Gabriel García Márquez                 |
| 1981 | Elias Canetti                          |
| 1980 | Czesław Miłosz                         |
| 1979 | Odiszéasz Elítisz                      |
| 1978 | Isaac Bashevis Singer                  |
| 1977 | Vicente Aleixandre                     |
| 1976 | Saul Bellow                            |
| 1975 | Eugenio Montale                        |
| 1974 | Eyvind Johnson, Harry Martinson        |
| 1973 | Patrick White                          |
| 1972 | Heinrich Böll                          |
| 1971 | Pablo Neruda                           |
| 1970 | Alekszandr Iszajevics Szolzsenyicin    |
| 1969 | Samuel Beckett                         |
| 1968 | Kavabata Jaszunari                     |
| 1967 | Miguel Ángel Asturias                  |
| 1966 | Sámuel Joszef Ágnon, Nelly Sachs       |
| 1965 | Mihail Alekszandrovics Solohov         |
| 1964 | Jean-Paul Sartre                       |
| 1963 | Jórgosz Szeférisz                      |
| 1962 | John Steinbeck                         |
| 1961 | Ivo Andrić                             |
| 1960 | Saint-John Perse                       |
| 1959 | Salvatore Quasimodo                    |
| 1958 | Borisz Leonyidovics Paszternak         |
| 1957 | Albert Camus                           |
| 1956 | Juan Ramón Jiménez                     |
| 1955 | Halldór Laxness                        |
| 1954 | Ernest Hemingway                       |
| 1953 | Winston Churchill                      |
| 1952 | François Mauriac                       |
| 1951 | Pär Lagerkvist                         |
| 1950 | Bertrand Russell                       |
| 1949 | William Faulkner                       |
| 1948 | T. S. Eliot                            |
| 1947 | André Gide                             |
| 1946 | Hermann Hesse                          |
| 1945 | Gabriela Mistral                       |
| 1944 | Johannes Vilhelm Jensen                |
| 1943 | Nem osztották ki a díjat               |
| 1942 | Nem osztották ki a díjat               |
| 1941 | Nem osztották ki a díjat               |
| 1940 | Nem osztották ki a díjat               |
| 1939 | Frans Eemil Sillanpää                  |
| 1938 | Pearl S. Buck                          |
| 1937 | Roger Martin du Gard                   |
| 1936 | Eugene O’Neill                         |
| 1935 | Nem osztották ki a díjat               |
| 1934 | Luigi Pirandello                       |
| 1933 | Ivan Alekszejevics Bunyin              |
| 1932 | John Galsworthy                        |
| 1931 | Erik Axel Karlfeldt                    |
| 1930 | Sinclair Lewis                         |
| 1929 | Thomas Mann                            |
| 1928 | Sigrid Undset                          |
| 1927 | Henri Bergson                          |
| 1926 | Grazia Deledda                         |
| 1925 | George Bernard Shaw                    |
| 1924 | Władysław Reymont                      |
| 1923 | William Butler Yeats                   |
| 1922 | Jacinto Benavente                      |
| 1921 | Anatole France                         |
| 1920 | Knut Hamsun                            |
| 1919 | Carl Spitteler                         |
| 1918 | Nem osztották ki a díjat               |
| 1917 | Karl Gjellerup, Henrik Pontoppidan     |
| 1916 | Verner von Heidenstam                  |
| 1915 | Romain Rolland                         |
| 1914 | Nem osztották ki a díjat               |
| 1913 | Rabindranáth Tagore                    |
| 1912 | Gerhart Hauptmann                      |
| 1911 | Maurice Maeterlinck                    |
| 1910 | Paul Heyse                             |
| 1909 | Selma Lagerlöf                         |
| 1908 | Rudolf Eucken                          |
| 1907 | Rudyard Kipling                        |
| 1906 | Giosuè Carducci                        |
| 1905 | Henryk Sienkiewicz                     |
| 1904 | Frédéric Mistral, José Echegaray       |
| 1903 | Bjørnstjerne Bjørnson                  |
| 1902 | Theodor Mommsen                        |
| 1901 | Sully Prudhomme                        |

## Nobel-békedíj
| Év   | Nobel-díjasok                                                              |
| ---- | -------------------------------------------------------------------------- |
| 2024 | Nihon Hidankjo, A hirosimai és nagaszaki atomtámadás túlélőinek szervezete |
| 2023 | Nargesz Mohammadi                                                          |
| 2022 | Bjaljacki, Memorial, Polgári Szabadságjogok Központja                      |
| 2021 | Maria Ressa, Dmitrij Muratov                                               |
| 2020 | Világélelmezési Program                                                    |
| 2019 | Ahmed Abij                                                                 |
| 2018 | Denis Mukwege, Nadia Murad                                                 |
| 2017 | Nukleáris Fegyverek Megsemmisítéséért Küzdő Nemzetközi Mozgalom - ICAN     |
| 2016 | Juan Manuel Santos                                                         |
| 2015 | Nemzeti Párbeszéd Kvartett                                                 |
| 2014 | Kailás Szatjárthi, Malála Júszafzai                                        |
| 2013 | Vegyifegyver-tilalmi Szervezet (OPCW)                                      |
| 2012 | Európai Unió                                                               |
| 2011 | Leymah Gbowee, Ellen Johnson-Sirleaf, Tavakkul Karmán                      |
| 2010 | Liu Hsziao-po                                                              |
| 2009 | Barack Obama                                                               |
| 2008 | Martti Ahtisaari                                                           |
| 2007 | Al Gore, az ENSZ Éghajlatváltozási Kormányközi Testülete                   |
| 2006 | Grámin Bank, Muhámmad Iunúsz                                               |
| 2005 | Nemzetközi Atomenergia-ügynökség, Mohammed el-Barádei                      |
| 2004 | Wangari Maathai                                                            |
| 2003 | Sirin Ebádi                                                                |
| 2002 | Jimmy Carter                                                               |
| 2001 | ENSZ, Kofi Annan                                                           |
| 2000 | Kim Dedzsung dél-koreai elnök                                              |
| 1999 | Orvosok Határok Nélkül                                                     |
| 1998 | John Hume, David Trimble                                                   |
| 1997 | Nemzetközi Kampány a Taposóaknák Betiltásáért, Jody Williams               |
| 1996 | Carlos Filipe Ximenes Belo, José Ramos-Horta                               |
| 1995 | Józef Rotblat, Pugwash Conferences on Science and World Affairs            |
| 1994 | Jasszer Arafat, Simón Peresz, Jichák Rabin                                 |
| 1993 | Nelson Mandela, Frederik Willem de Klerk                                   |
| 1992 | Rigoberta Menchú                                                           |
| 1991 | Aun Szan Szu Kji                                                           |
| 1990 | Mihail Gorbacsov                                                           |
| 1989 | Tendzin Gyaco, a XIV. Dalai láma                                           |
| 1988 | ENSZ Békefenntartó Erők                                                    |
| 1987 | Óscar Arias                                                                |
| 1986 | Elie Wiesel                                                                |
| 1985 | International Physicians for the Prevention of Nuclear War                 |
| 1984 | Desmond Tutu                                                               |
| 1983 | Lech Wałęsa                                                                |
| 1982 | Alva Myrdal, Alfonso García Robles                                         |
| 1981 | ENSZ Menekültügyi Főbiztossága                                             |
| 1980 | Adolfo Pérez Esquivel                                                      |
| 1979 | Teréz anya                                                                 |
| 1978 | Anvar Szádát, Menáhém Begín                                                |
| 1977 | Amnesty International                                                      |
| 1976 | Betty Williams, Mairead Corrigan                                           |
| 1975 | Andrej Szaharov                                                            |
| 1974 | Seán MacBride, Szató Eiszaku                                               |
| 1973 | Henry Kissinger, Lê Đức Thọ                                                |
| 1972 | Nem osztották ki a díjat                                                   |
| 1971 | Willy Brandt                                                               |
| 1970 | Norman Borlaug                                                             |
| 1969 | Nemzetközi Munkaügyi Szervezet (International Labour Organization)         |
| 1968 | René Cassin                                                                |
| 1967 | Nem osztották ki a díjat                                                   |
| 1966 | Nem osztották ki a díjat                                                   |
| 1965 | UNICEF                                                                     |
| 1964 | Martin Luther King Jr.                                                     |
| 1963 | Nemzetközi Vöröskereszt, League of Red Cross Societies                     |
| 1962 | Linus Pauling                                                              |
| 1961 | Dag Hammarskjöld                                                           |
| 1960 | Albert Lutuli                                                              |
| 1959 | Philip Noel-Baker                                                          |
| 1958 | Georges Pire                                                               |
| 1957 | Lester Bowles Pearson                                                      |
| 1956 | Nem osztották ki a díjat                                                   |
| 1955 | Nem osztották ki a díjat                                                   |
| 1954 | ENSZ Menekültügyi Főbiztossága                                             |
| 1953 | George C. Marshall                                                         |
| 1952 | Albert Schweitzer                                                          |
| 1951 | Léon Jouhaux                                                               |
| 1950 | Ralph Bunche                                                               |
| 1949 | Lord Boyd Orr                                                              |
| 1948 | Nem osztották ki a díjat                                                   |
| 1947 | Friends Service Council, American Friends Service Committee                |
| 1946 | Emily Greene Balch, John R. Mott                                           |
| 1945 | Cordell Hull                                                               |
| 1944 | Nemzetközi Vöröskereszt                                                    |
| 1943 | Nem osztották ki a díjat                                                   |
| 1942 | Nem osztották ki a díjat                                                   |
| 1941 | Nem osztották ki a díjat                                                   |
| 1940 | Nem osztották ki a díjat                                                   |
| 1939 | Nem osztották ki a díjat                                                   |
| 1938 | Nansen International Office for Refugees                                   |
| 1937 | The Viscount Cecil of Chelwood                                             |
| 1936 | Carlos Saavedra Lamas                                                      |
| 1935 | Carl von Ossietzky                                                         |
| 1934 | Arthur Henderson                                                           |
| 1933 | Sir Norman Angell                                                          |
| 1932 | Nem osztották ki a díjat                                                   |
| 1931 | Jane Addams, Nicholas Murray Butler                                        |
| 1930 | Nathan Söderblom                                                           |
| 1929 | Frank B. Kellogg                                                           |
| 1928 | Nem osztották ki a díjat                                                   |
| 1927 | Ferdinand Buisson, Ludwig Quidde                                           |
| 1926 | Aristide Briand, Gustav Stresemann                                         |
| 1925 | Sir Austen Chamberlain, Charles G. Dawes                                   |
| 1924 | Nem osztották ki a díjat                                                   |
| 1923 | Nem osztották ki a díjat                                                   |
| 1922 | Fridtjof Nansen                                                            |
| 1921 | Hjalmar Branting, Christian Lange                                          |
| 1920 | Léon Bourgeois                                                             |
| 1919 | Thomas Woodrow Wilson                                                      |
| 1918 | Nem osztották ki a díjat                                                   |
| 1917 | Nemzetközi Vöröskereszt                                                    |
| 1916 | Nem osztották ki a díjat                                                   |
| 1915 | Nem osztották ki a díjat                                                   |
| 1914 | Nem osztották ki a díjat                                                   |
| 1913 | Henri La Fontaine                                                          |
| 1912 | Elihu Root                                                                 |
| 1911 | Tobias Asser, Alfred Hermann Fried                                         |
| 1910 | Permanent International Peace Bureau                                       |
| 1909 | Auguste Beernaert, Paul Henri d'Estournelles de Constant                   |
| 1908 | Klas Pontus Arnoldson, Fredrik Bajer                                       |
| 1907 | Ernesto Teodoro Moneta, Louis Renault                                      |
| 1906 | Theodore Roosevelt                                                         |
| 1905 | Bertha von Suttner                                                         |
| 1904 | Institute of International Law                                             |
| 1903 | William Randal Cremer                                                      |
| 1902 | Élie Ducommun, Albert Gobat                                                |
| 1901 | Jean-Henri Dunant, Frédéric Passy                                          |

## Közgazdasági Nobel-emlékdíj
A közgazdasági Nobel-emlékdíjjal kitüntettek nem számítanak a szó szoros értelmében Nobel-díjasoknak, de az átadási ceremónia hasonló a többihez.
| Év   | Nobel-díjasok                                            |
| ---- | -------------------------------------------------------- |
| 2024 | Daron Acemoglu, Simon Johnson, James Robinson            |
| 2023 | Claudia Goldin                                           |
| 2022 | Ben Bernanke, Douglas Diamond, Philip Dybvig             |
| 2021 | David Card, Joshua Angrist, Guido Imbens                 |
| 2020 | Paul Milgrom, Robert B. Wilson                           |
| 2019 | Abhijit Banerjee, Esther Duflo, Michael Kremer           |
| 2018 | William Nordhaus, Paul Romer                             |
| 2017 | Richard H. Thaler                                        |
| 2016 | Oliver Hart, Bengt R. Holmström                          |
| 2015 | Angus Deaton                                             |
| 2014 | Jean Tirole                                              |
| 2013 | Eugene Fama, Lars Peter Hansen, Robert J. Shiller        |
| 2012 | Alvin E. Roth, Lloyd Shapley                             |
| 2011 | Thomas J. Sargent, Christopher A. Sims                   |
| 2010 | Peter Diamond, Dale Mortensen, Christopher A. Pissarides |
| 2009 | Elinor Ostrom, Oliver Williamson                         |
| 2008 | Paul Krugman                                             |
| 2007 | Leonid Hurwicz, Eric Maskin, Roger Myerson               |
| 2006 | Edmund Phelps                                            |
| 2005 | Robert Aumann, Thomas Schelling                          |
| 2004 | Finn E. Kydland, Edward C. Prescott                      |
| 2003 | Robert F. Engle, Clive Granger                           |
| 2002 | Daniel Kahneman, Vernon L. Smith                         |
| 2001 | George Akerlof, Michael Spence, Joseph Stiglitz          |
| 2000 | James Heckman, Daniel McFadden                           |
| 1999 | Robert Mundell                                           |
| 1998 | Amartya Sen                                              |
| 1997 | Robert C. Merton, Myron Scholes                          |
| 1996 | James Mirrlees, William Vickrey                          |
| 1995 | Robert Lucas, Jr.                                        |
| 1994 | Harsányi János, John Forbes Nash, Reinhard Selten        |
| 1993 | Robert Fogel, Douglass North                             |
| 1992 | Gary Becker                                              |
| 1991 | Ronald Coase                                             |
| 1990 | Harry Markowitz, Merton Miller, William F. Sharpe        |
| 1989 | Trygve Haavelmo                                          |
| 1988 | Maurice Allais                                           |
| 1987 | Robert Solow                                             |
| 1986 | James M. Buchanan                                        |
| 1985 | Franco Modigliani                                        |
| 1984 | Richard Stone                                            |
| 1983 | Gerard Debreu                                            |
| 1982 | George Stigler                                           |
| 1981 | James Tobin                                              |
| 1980 | Lawrence Klein                                           |
| 1979 | Theodore Schultz, William Arthur Lewis                   |
| 1978 | Herbert Simon                                            |
| 1977 | Bertil Gotthard Ohlin, James Meade                       |
| 1976 | Milton Friedman                                          |
| 1975 | Leonyid Vitaljevics Kantorovics, Tjalling Koopmans       |
| 1974 | Gunnar Myrdal, Friedrich August von Hayek                |
| 1973 | Wassily Leontief                                         |
| 1972 | John Hicks, Kenneth Arrow                                |
| 1971 | Simon Kuznets                                            |
| 1970 | Paul Samuelson                                           |
| 1969 | Ragnar Frisch, Jan Tinbergen                             |